# Лихая Пожня
Лихая Пожня — деревня в Вязниковском районе Владимирской области России, входит в состав муниципального образования «Город Вязники».

## География
Деревня расположена на берегу реки Суворощь в 11 км на запад от райцентра Вязники на автодороге М-7 «Волга».

## История
В конце XIX — начале XX века деревня входила в состав Станковской волости Вязниковского уезда, с 1926 года — в составе Вязниковской волости. В 1859 году в деревне числилось 27 дворов, в 1905 году — 30 дворов, в 1926 году — 51 дворов.
С 1929 года деревня входила в состав Коурковского сельсовета Вязниковского района, с 1940 года — в составе Лосевского сельсовета, с 1949 года — в составе Коурковского сельсовета, с 1986 года — в составе Чудиновского сельсовета, с 2005 года — в составе муниципального образования «Город Вязники».

## Население
| 1859 | 1905 | 1926 | 2002 | 2010 | 2021 |
| ---- | ---- | ---- | ---- | ---- | ---- |
| 205  | ↗214 | ↗304 | ↘97  | ↘81  | ↘53  |

## Известные люди
В деревне родился участник Великой Отечественной войны Герой Советского Союза Леонид Сергеевич Седо́в (1925—1945).